# Siège de Kannomine
Le siège de Kannomine de 1554 est une des nombreuses batailles de la campagne menée par Takeda Shingen pour prendre le contrôle de la province de Shinano. Le siège se déroule au cours de l'époque Sengoku de l'histoire du Japon Shingen est un des nombreux daimyo qui s'affrontent pour des terres et du pouvoir.
Kannomine se trouve dans la vallée d'Ina dans la province de Shinano; Chiku Yoritomo en est le commandant. La position est prise juste avant les sièges de Matsuo et Yoshioka.

## Source de la traduction
- (en) Cet article est partiellement ou en totalité issu de l’article de Wikipédia en anglais intitulé « Siege of Kannomine » (voir la liste des auteurs).